# Tomaso Binga
Bianca Pucciarelli Menna, nota con il nome d'arte Tomaso Binga (Salerno, 20 febbraio 1931), è una poetessa e performance artist italiana, esponente di spicco della poesia sonora in Italia.

## Gli inizi
Di formazione classica, assorbe sin dall'infanzia l'amore del padre per la poesia e l'arte figurativa, infatti lavorò per circa un decennio in Uruguay come disegnatore e decoratore.
Nel 1959 sposa lo storico dell'arte Filiberto Menna e insieme si trasferiscono a Roma. Molto attivi e partecipi nel panorama artistico e culturale della Salerno di quegli anni, anche nella capitale frequentano alcune gallerie importanti come L'Attico di Fabio Sargentini, La Nuova Pesa, Il Segno e Seconda Scala. Inoltre stringono rapporti con poeti, critici e artisti del calibro di Nicola Carrino e Giuseppe Uncini. In questi anni Binga lavora su disegni ed opere in terracotta d'ispirazione cubista e futurista, tuttavia esporrà pubblicamente solo a partire dal 1971, nel periodo della seconda ondata femminista, assumendo il nome d'arte di Tomaso Binga come reazione alla disparità di genere e riflettendo al contempo il suo grande interesse verso la produzione poetica di Filippo Tommaso Marinetti.

## Produzione
È a partire dal 1972 che Binga comincia ad utilizzare la scrittura desemantizzata, derivante dall'esperienza della poesia concreta, una sorta di scrittura automatica atta a sovvertire le regole linguistiche fino a promuovere una liberazione dal significato stesso delle parole, ottenuta tramite l'illeggibilità. 
In questo primo filone si inseriscono lavori come Polistiroli, Ritratti analogici e Scrittura desemantizzata (1972-1974) e, già a partire da queste serie, Binga inizia ad utilizzare altri tipi di supporti rispetto a quelli consueti, fino ad arrivare a Carte da parato (1976), performance realizzata all'interno di una casa nei Parioli, e Alfabetiere murale (1976), in cui le lettere sono ricreate dal suo stesso corpo nudo in quella che verrà poi definita scrittura vivente. L'Alfabetiere, una delle sue opere più conosciute e nota anche al grande pubblico, fu realizzato a Firenze con l'aiuto della fotografa Verita Monselles.
Il suo impegno alla causa femminista del tempo è testimoniato, oltre che dalla frequentazione di collettivi femminili tra cui la Cooperativa Beato Angelico, anche da performance diventate molto note come Oggi Spose (1977), svoltasi nella Galleria Campo D di Roma e in cui l'artista convolava a nozze con il suo alter ego.
Nel 1978 partecipa alla Biennale di Venezia, nella mostra Materializzazione del linguaggio curata da Mirella Bentivoglio, con il Dattilocodice, una serie di opere realizzate mediante la sovrapposizione dei caratteri con la macchina per scrivere.
Nel corso dei decenni successivi la sua ricerca è proseguita nel campo della scrittura verbovisiva e della poesia sonoro-performativa; tra i lavori di questi anni sono da ricordare: Biographic (1985), Picta Scripta (1995), Alfabeto proverbiale (2000), Cubetti sonori (2010), Utero di Sirena (2016).
Intorno al 2012 l'opera dell'artista acquisisce nuovo interesse e, a partire da quell'anno, le mostre sia personali che collettive aumentano costantemente. Inoltre, riceve maggiori attenzioni anche all'estero rispetto al passato e ciò la porta ad esporre ed esibirsi anche, tra le altre, a Monaco, Namur, Ginevra, Londra e Copenaghen.
Agli inizi del 2019 collabora invece alla sfilata prêt-à-porter autunno-inverno di Dior della stilista Maria Grazia Chiuri, svoltasi nei giardini del Museo Rodin a Parigi, riallestendo l'Alfabetiere murale come scenografia e recitando in apertura la sua poesia Femminismo (1976).

## Altre attività
Nel 1974 fonda insieme al marito il Lavatoio Contumaciale, associazione culturale ancora attiva a Roma e dedita alla promozione delle arti. Ha visto passare già dai primi anni d'attività nomi dal calibro di Roberto Benigni, Gianfranco Baruchello, Arrigo Lora Totino, Amelia Rosselli, Dacia Maraini, Giorgio Gaslini, Gianni Toti, Nanni Balestrini, Jolanda Insana, Giovanni Fontana, Maria Luisa Spaziani, Valerio Magrelli, Nadia Cavalera e altri ancora. Dal 1992, invece, fonda insieme ad Alfonso Menna la Fondazione Filiberto Menna, centro studi d'arte contemporanea, di cui è anche vicepresidente.
Sempre negli anni novanta partecipa diverse volte al Maurizio Costanzo Show, dove viene invitata a recitare alcune sue poesie sonore.
Nel 2003 pubblica insieme a Vito Riviello il libro Come Cometa: poesie in contumacia, derivato dall'esperienza radiofonica del 1997 in Rai nella trasmissione Lampi d'estate, diretta da Giuseppe Neri, che affidò loro uno spazio settimanale.
Nel 2010 riceve il premio Premio Feronia-Città di Fiano per la poesia con la sua raccolta Valore vaginale (2009). Ha insegnato inoltre Teoria e metodo dei mass media presso l'Accademia di belle arti di Frosinone e il 24 ottobre 2013 riceve il Premio Svoboda  al talento artistico e creativo e una laurea honoris causa conferita dall'Accademia di belle arti di Macerata, dove pronuncia il testo "come un'autobiografia", al contempo biografia e dichiarazione poetica, diventandone accademica onoraria.

## Mostre
Di seguito è elencata una lista parziale.
Tra le personali:
- Polistirolo, Collage, Plexiglas, L'obelisco di Roma (1974)[8]
- Le lettere liberatorie, Cenobio Visualità di Milano (1975)[8]
- Tomaso Binga: Storie di ordinaria scrittura 1970-1987, A.A.M. Architettura Arte Moderna di Roma (1987)
- Autoritratto di un matrimonio, Museo Laboratorio d’Arte Contemporanea di Roma (2005)
- La Scrittura, Fondazione Federico J. Klemm di Buenos Aires (2006)
- Scritture viventi, Galleria Galeotti di Macerata (2013)
- Zitta tu… non parlare!, Sala Santa Rita di Roma (2014)
- Scrivere non è descrivere, Galleria Tiziana Di Caro, Salerno (2015)[19]
- Il polistirolo e i ritratti analogici, Galleria Tiziana Di Caro, Napoli (2016)[20]
- Tomaso Binga: A Silenced Victory, Mimosa House di Londra (2019)[21]
- Tomaso Binga - Feminist Works 1970-1980, Galleria Mascherino di Roma (2020)[11]
- Tomaso Binga, Galleria Tiziana Di Caro di Napoli (2020)[22]
- Poesia Muta, Brigade di Copenaghen (2021)[23]
- Tomaso Binga - Corps-poésie, a cura di Marc Bembekoff, La Galerie a Noisy-Le-Sec, Francia (2023)
- Tomaso Binga - Euforia, a cura di Eva Fabbris con Daria Khan, Museo MADRE, Napoli (2025)
- Io sono Io. Io sono Me, Galleria Tiziana Di Caro, Napoli (2025)

Performance realizzate con Verita Monselles:
- Ti scrivo solo di domenica (1974)
- Litanie Lauretane (1976)
- Poesia Muta (1976)

Tra le collettive:
- Coazione a mostrare, Erbusco (1974)
- Magma, Museo Castelvecchio di Verona (1977)
- Il volto sinistro dell’arte, Galleria De Amicis Arte Moderna di Firenze (1977)
- Materializzazione del linguaggio, Biennale di Venezia (1978)
- Linguagens Aproximadas, XVI Biennale di San Paolo, (1981)
- XI Quadriennale, Roma (1986)
- Polysonneries d’Art Vivant, Lione (1999)
- Bunker Poetico, Biennale di Venezia (2001)
- TV 70: Francesco Vezzoli guarda la Rai, Fondazione Prada, Milano (2017)
- The Unexpected Subject. 1978 Art and Feminism in Italy, FM Centre for Contemporary Art, Milano (2019)
- Il latte dei sogni, a cura di Cecilia Alemani, Biennale di Venezia (2022)
- Ri-Materializzazione del Linguaggio. 1978-2022, a cura di Cristiana Perrella, Andrea Viliani, Vittoria Pavesi, Fondazione Dalle Nogare, Bolzano (2022)
- A Model, a cura di Bettina Steinbrügge, Mudam Luxembourg - Musée d’Art Moderne Grand-Duc Jean, (2023)